# دوماشوو
دوماشوو (به چکی: Domašov) یک منطقهٔ مسکونی در جمهوری چک است که در ناحیه برنو-تسوونتری واقع شده‌است. دوماشوو ۵٫۹۳ کیلومتر مربع مساحت و ۶۱۲ نفر جمعیت دارد و ۴۶۰ متر بالاتر از سطح دریا واقع شده‌است.